# LGBT à San Francisco
Pour un article plus général, voir LGBT aux États-Unis.
La communauté lesbienne, gay, bisexuelle et transgenre (LGBT) de San Francisco est l'une des plus importantes communautés LGBT des États-Unis et un centre névralgique historique du militantisme LGBT aux côtés de New York.
La ville de San Francisco est parfois surnommée « la capitale gay du monde » et est décrite comme « la ville gay-friendly historique ».
La culture LGBT est également importante au sein de certaines entreprises basées dans la Silicon Valley, située dans le sud de la baie de San Francisco.

## Histoire

### XIXesiècle
La culture LGBT de San Francisco trouve ses racines dans les origines de la ville : au XIXe siècle, San Francisco est une ville de la « Frontière ». Alamilla Boyd, professeur à l'université d'État de San Francisco, décrit « la longue histoire de permissivité sexuelle de San Francisco, et sa fonction de ville ouverte sur le monde, où tout est permis. ». La ruée vers l'or fait passer la population de la ville de 800 à 35 000 habitants entre 1848 et 1850, majoritairement des mineurs et des chercheurs d'or de différentes nationalités et cultures, et à plus de 95 % des jeunes hommes.

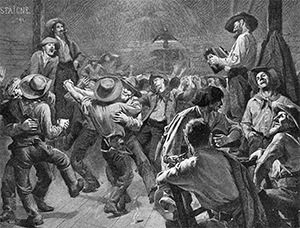
Miner's Ball, une gravure de 1891 par André Castaigne qui représente une danse réservée aux hommes pendant la ruée vers l'or de 1849 en Californie

Ces populations diverses et mobiles, plongées dans un environnement relativement anarchique, sont donc moins susceptibles de se conformer aux conventions sociales. Par exemple, en raison du sex-ratio déséquilibré, ce sont souvent des hommes qui jouent les rôles traditionnellement attribués aux femmes dans les sphères sociales et domestiques. Le travestissement et les danses entre hommes sont alors courants dans les bals masqués lors desquels certains hommes jouent des rôles traditionnellement féminins en allant jusqu'à porter des vêtements pour femme. Dans son étude Arresting dress, cross-dressing in 19th-century San Francisco, Clare Sears décrit également de nombreux cas de femmes ayant fait le choix de porter des vêtements masculins dans l'espace public pour avoir accès à une plus grande liberté sociale et économique et être plus en sécurité.
Un changement dans la démographie s'opère à la fin des années 1800 et modifie le paysage social et politique. Des campagnes de « lutte contre le vice » sont lancées contre la prostitution, mais elles conduisent également à la criminalisation de ce qui est perçu comme des transgressions des normes de genre, à l'exemple de l'interdiction du travestissement en 1863.
Les lois de « moralité publique » contre le travestissement ont participé à façonner la culture LGBT, à travers les affrontements de la communauté avec les forces de l'ordre jusqu'au XXe siècle. Ce changement politique a conduit à une renaissance de la culture LGBT dans les bars et les boîtes de nuit de la Barbary Coast, à l'abri des décisions politiques et de la police.
Des années 1890 à 1907, la Barbary Coast, le premier quartier chaud de San Francisco située sur Pacific Avenue, était un haut-lieu de la prostitution homosexuelle et du travestissement à destination d'une clientèle masculine.

### XXesiècle

#### Jusqu'à la Seconde Guerre mondiale: une culture dans l'ombre

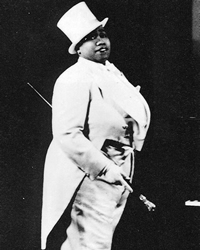
Gladys Bentley se produit dans la boîte de nuit lesbienne Mona's dans les années 1930.

Michael Stabile affirme dans le magazine  Out que le premier bar gay « de notoriété publique » à San Francisco est The Dash, ouvert en 1908. Pendant la Première Guerre mondiale, la marine américaine commence la politique de blue discharge, autrement dit de démobilisation des soldats dont l'homosexualité était connue dans les villes portuaires, contribuant à créer une communauté gay à San Francisco dans les années 1920 et 1930,. Le principal quartier LGBT est alors North Beach . C'est en 1934 que Mona's, le premier bar lesbien de San Francisco, ouvre sur Union Street, et emploie des serveuses travesties ainsi que l'artiste Gladys Bentley. Les boîtes de nuit qui présentent des drag shows attirent un public gay comme hétérosexuel.
Pendant la Seconde Guerre mondiale, la vie nocturne de la communauté gay de San Francisco subit plusieurs vagues de répression et doit se réorganiser. De 1942 à 1943, le San Francisco Moral Drive, des patrouilles menées par l'armée, lance une série de raids visant les bars gays de la ville, en prétendant protéger les conscrits des homosexuels. De nombreuses descentes ont lieu à Chinatown, un des quartiers où se rassemble la communauté LGBT. En 1943 notamment, la police fait une descente dans le bar gay le Rickshaw et arrête le patrons ainsi que vingt-quatre clients, dont deux lesbiennes qui tentent de résister et déclenchent une petite émeute.
Selon Todd J. Ormsbee, professeur d'études américaines à l'université d'État de San Jose et auteur de The Meaning of Gay: Interaction, Publicity, and Community among Homosexual Men in 1960s San Francisco, une « culture masculine gay un peu plus ouverte » est apparue à San Francisco en raison de sa « relative sécurité » par rapport aux autres villes américaines, ainsi que de « la permissivité » propre à la culture de la ville.

#### Années 1950: laBeat generationet les premières associations
La Beat Generation est apparue à San Francisco dans les années 1950. Il s'agit d'une rébellion contre les valeurs de la classe moyenne et qui rejette, comme l'homosexualité et d'autres modes de vie, l'intégration à la culture dominante. Les poètes de la Beat Generation qui partent de New York pour San Francisco, s'épanouissent dans l'atmosphère permissive de San Francisco, et certains comme Allen Ginsberg sont ouvertement gays. C'est dans ce contexte que les premières associations homosexuelless sont fondées, comme les Daughters of Bilitis, la première organisation lesbienne de défense des droits civiques et politiques aux États-Unis, et la Mattachine Society, fondée à Los Angeles mais dont le siège est relocalisé à San Francisco à partir de 1956.
Dans les années 1950, les descentes de police dans le Black Cat Bar, à la clientèle bohème et LGBT et résidence de l'artiste et activiste José Sarria (en), sont à l'origine d'un important combat juridique pour la protection des homosexuels,.

#### Années 1960: San Francisco, la capitale gay, et les premiers combats pour la reconnaissance
En 1961, José Sarria devient la première personne ouvertement homosexuelle à se présenter à une élection aux États-Unis, en tant que candidat au Conseil des superviseurs de San Francisco. Il l'emporte presque « par défaut », les autorités municipales ayant remarqué le dernier jour de dépôt des candidatures qu'il y avait moins de cinq candidats aux cinq sièges vacants. Cependant, trente-quatre candidats s'ajoutent à la liste ce jour-ci. Il rassemble pourtant plus de 6 000 voix, à la plus grande surprise des experts politiques, et imposant l'idée qu'un bloc électoral gay pouvait représenter un poids réel dans la vie politique locale. À ce sujet José Sarria déclare : « À partir d'aujourd'hui, il est impossible d'être candidat à aucune élection à San Francisco sans aller frapper à la porte de la communauté gay ».
La Tavern Guild (en), la première association commerciale gay des États-Unis est créée par des propriétaires de bars gays en 1962 en réponse au harcèlement de la police et aux fermetures administratives de certains de bars.
L'article de juin 1964 signé par Paul Welch et paru dans Life sous le titre Homosexuality In America est le premier article sur la communauté LGBT dans une publication nationale. L'article décrit San Francisco comme « la capitale gay de l'Amérique ».
La Society for Individual Rights (SIR), est fondée à San Francisco en 1964, publie le magazine Vector et devient en deux ans la plus grande organisation homophile des États-Unis.
Dans la nuit du 1er janvier 1965, plusieurs organisations homophiles de San Francisco — y compris la SIR, les Daughters of Bilitis, le Council on Religion and the Homosexual (en) et la Mattachine Society — organisent un bal de levée de fonds. La police avait accepté de ne pas intervenir, toutefois, le soir du bal entoure le California Hall qui accueille l'évènement. Alors que plus de 600 personnes approchent de l'entrée du bâtiment, la police les prend en photo. Evander Smith (en), un des avocats des organisations organisatrices, Herb Donaldson (en), Elliott Leighton et Nancy May sont arrêtés alors qu'ils essayent d'empêcher la police de procéder à de nouveaux contrôles. 25 des avocats les plus en vue de San Francisco assurent la défense des quatre avocats, ce qui mène à leur acquittement immédiat. Certains historiens qualifient cet évènement de Stonewall de San Francisco.

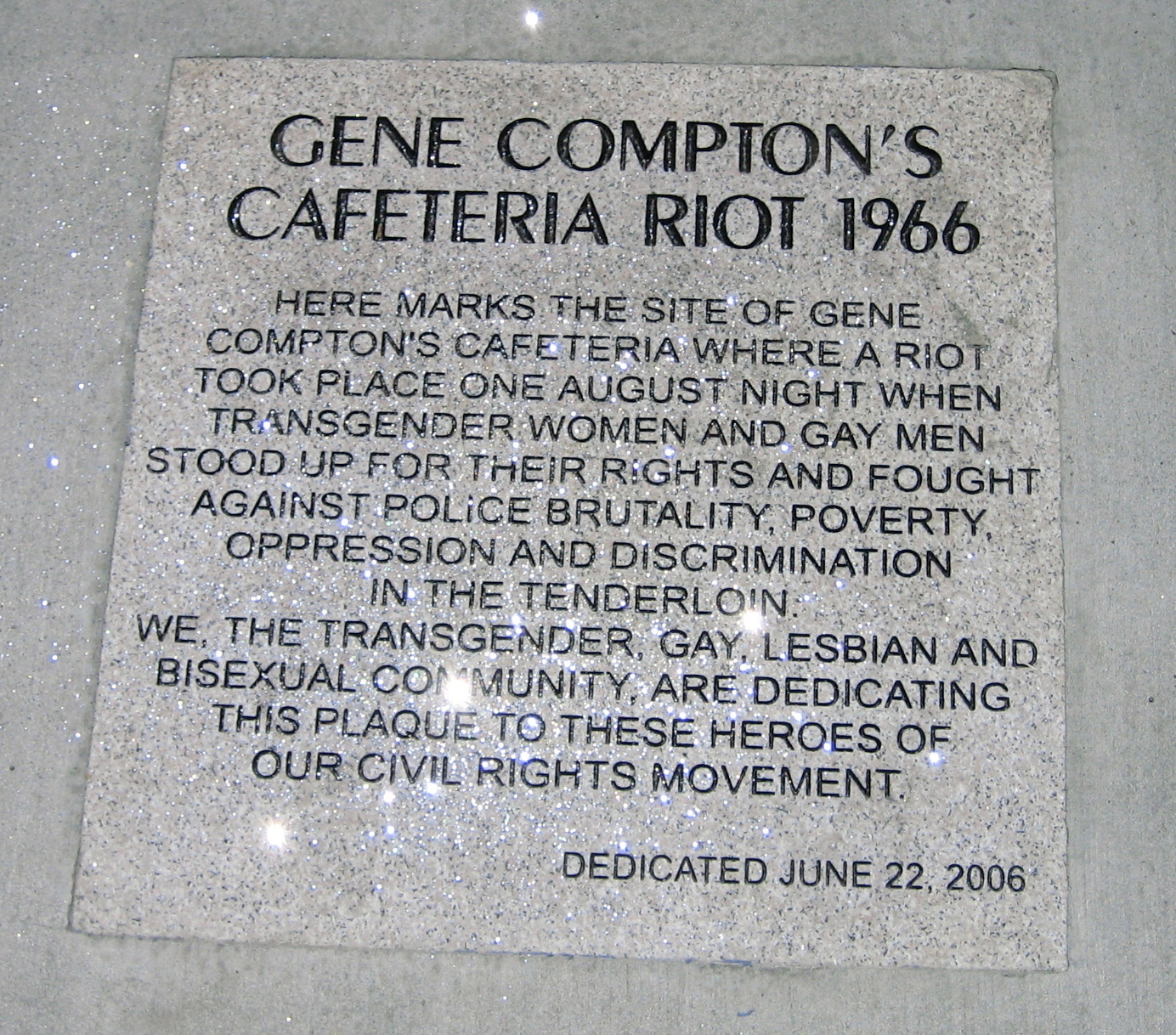
Plaque commémorative de l’émeute de la Compton's Cafeteria.

Vanguard, une organisation fondée par de jeunes LGBT du quartier populaire de Tenderloin (en) en 1965. Elle est considérée comme la première organisation de libération gay aux États-Unis.
L'année suivante, la première émeute documentée de personnes transgenres a lieu. La émeute de la Compton's Cafeteria (en) dans le district de Tenderloin district of San Francisco a lieu en réaction au harcèlement et aux discriminations dont sont les l'objet les femmes trans dans cette cafétéria. Selon l’encyclopédie en ligne glbtq.com, à la suite de cette émeute, un réseau de soutien social, psychologique et médical est organisé, ce qui donne naissance en 1968 au National Transsexual Counseling Unit, la première organisation d'autosupport et de défense par et pour les personnes trans au monde.
Une des premières organisations pour les personnes bisexuelles, la Sexual Freedom League est fondée à San Francisco par Margo Rila et Frank Esposito en 1967.

#### Années 1970: la libération gay
Les émeutes de Stonewall à New York en juin 1969, mènent à la création de groupes de défense des droits des homosexuels à New York, San Francisco et ailleurs. Des journaux sont créés et des marches sont organisés dans les grandes villes pour commémorer l'anniversaire des émeutes. Ces efforts disparates sont collectivement connus sous le nom de mouvement libération gay aux États-Unis, et ont principalement concerné les hommes gays et les lesbiennes.
En 1970, des groupes de la côte ouest organisent une marche baptisée Gay-in à San Francisco. En 1972, cette marche est renommée Gay Liberation Day Parade, et porte aujourd'hui le nom de San Francisco Pride.
L'identification du Castro comme un quartier gay commence dans les années 1960 et 1970, au fur et à mesure des personnes LGBT s'y installent,.
Les bars et organisations des lesbiennes prolifèrent dans les années 1970, ainsi que des salons de thés, des librairies et des bains publics. Beaucoup de ces établissement se concentrent autour de Valencia Street dans Mission District.
La première ligue gay de softball est formée à San Francisco en 1974. Elle comprend par la suite des équipes masculines et féminines. Ces équipes, généralement sponsorisées par les bars, s'affrontent les unes et les autres, mais également l'équipe de la police de San Francisco. Des militants créent également une université gay, Lavender U, et fonde le premier festival de cinéma gay en 1977.
Peter Adair (en), Nancy Adair et d'autres membres du Mariposa Film Group sortent le documentaire révolutionnaire Word Is Out: Stories of Some of Our Lives au Castro Theatre en 1977. Le film est le premier long-métrage documentaire sur l'identité gay réalisés par des gays et lesbiennes,.
En novembre 1977, Harvey Milk est élu au Conseil des superviseurs de San Francisco, et en devient alors le premier membre ouvertement homosexuel. Un an plus tard, Dan White, un autre membre du Conseil des superviseurs de San Francisco tue 
Harvey Milk et George Moscone, le maire de San Francisco. En mai 1979, Dan White est reconnu coupable d'homicide involontaire et non pas d'assassinat. Ce jugement déclenche les émeutes de la Nuit White, lors desquelles 140 personnes sont blessées.

#### Années 1980 et 1990: les années sida

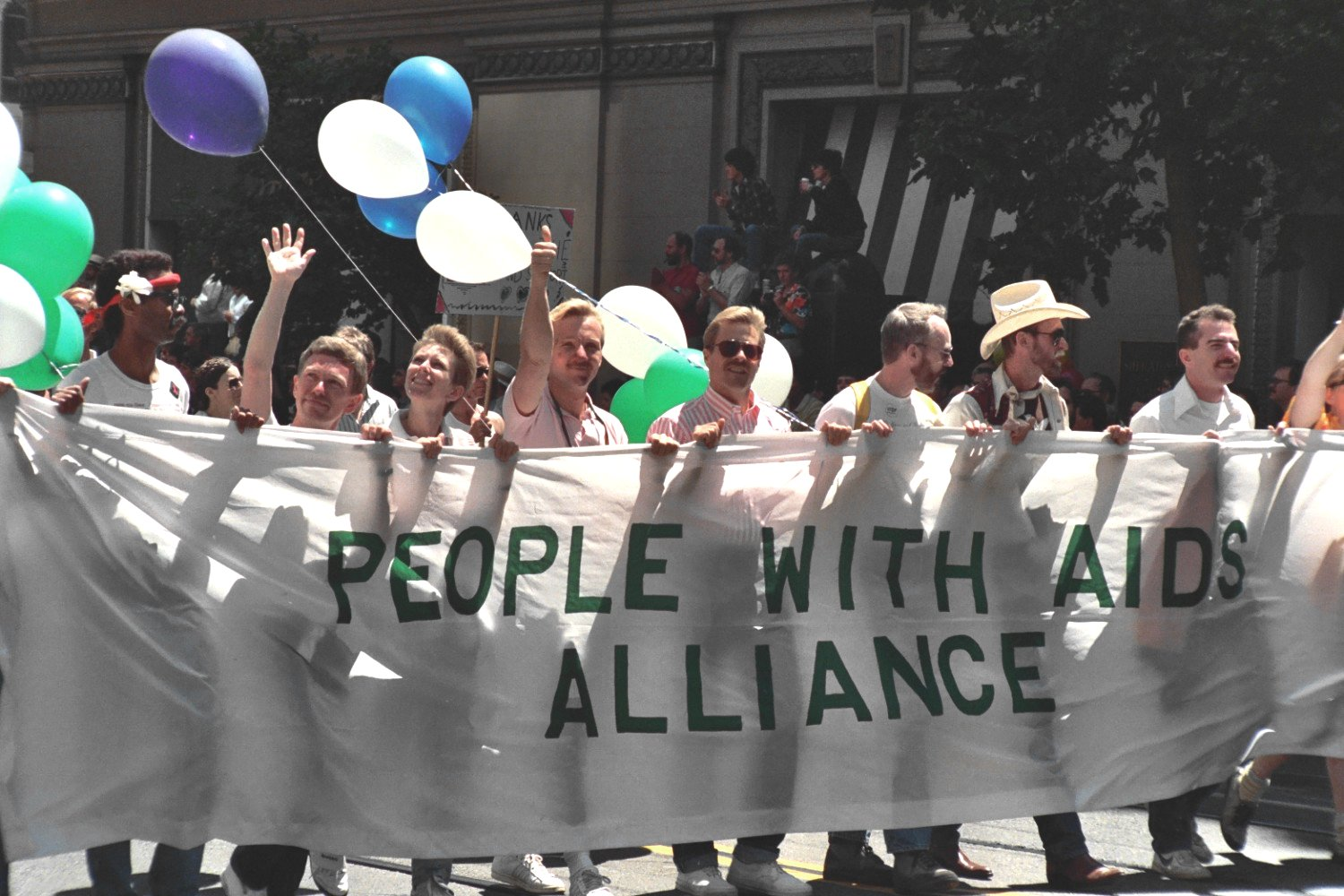
San Francisco Pride en 1986.

Le sida a touché brutalement la communauté gay de San Francisco dès le tout début des années 1980,. 15 548 hommes gays meurent du sida à San Francisco avant l'introduction des trithérapies dans la seconde moitié des années 1990. Randy Shilts, qui décède lui-même du sida par la suite, est l'un des principaux journalistes à s'intéresser au sida. Il est embauché comme correspondent national par le San Francisco Chronicle en 1981, devenant le premier journaliste gay à traiter d'un sujet « gay » dans la presse national. En 1984, le militant bisexuel David Lourea (en) convainc le département de santé publique de San Francisco Department de reconnaître les hommes bisexuels dans les statistiques du sida, après deux ans d'efforts. En 2011, le documentaire We Were Here couvre la crise du sida dans les 1980 et 1990 à San Francisco.
Le terme LGB commence à être utilisé à partir de la moitié des années 1980, afin d'inclure plus clairement les personnes bisexuelles.
Le Gay Games ont lieu à San Francisco en 1982 et1986.
En 1984, le magazine On Our Backs commence à paraître à San Francisco, devenant leur premier magazine érotique à destination des lesbiennes aux États-Unis.
La première Dyke March de San Francisco a lieu en juin 1993, et a depuis lors lieu tous les derniers samedis de juin.

## Démographie
Dans les années 1970, la population gay de la ville passe de 30 000 au début de la décennie à 100 000 pour une population totale de 660 000 personnes à la fin de la décennie.
En 1993, Stephen O. Murray pose que les résidents LGBT de San Francisco sont majoritairement originaires d'autres villes et ont fait leur coming out avant de s'installer à San Francisco. Une étude Gallup de 2015 établit que 6,2 % des habitants de la région de la baie de San Francisco s'identifient comme LGBT, le pourcentage le plus pour une aire urbaine aux États-Unis. Une étude de 2006 avance le chiffre de 15,4 % de la population s'identifiant comme LGBT dans la ville de San Francisco elle-même.
Selon une étude de 2013, 29 % des sans-abri de la ville s'identifient comme LGBT.

## Personnalités notables

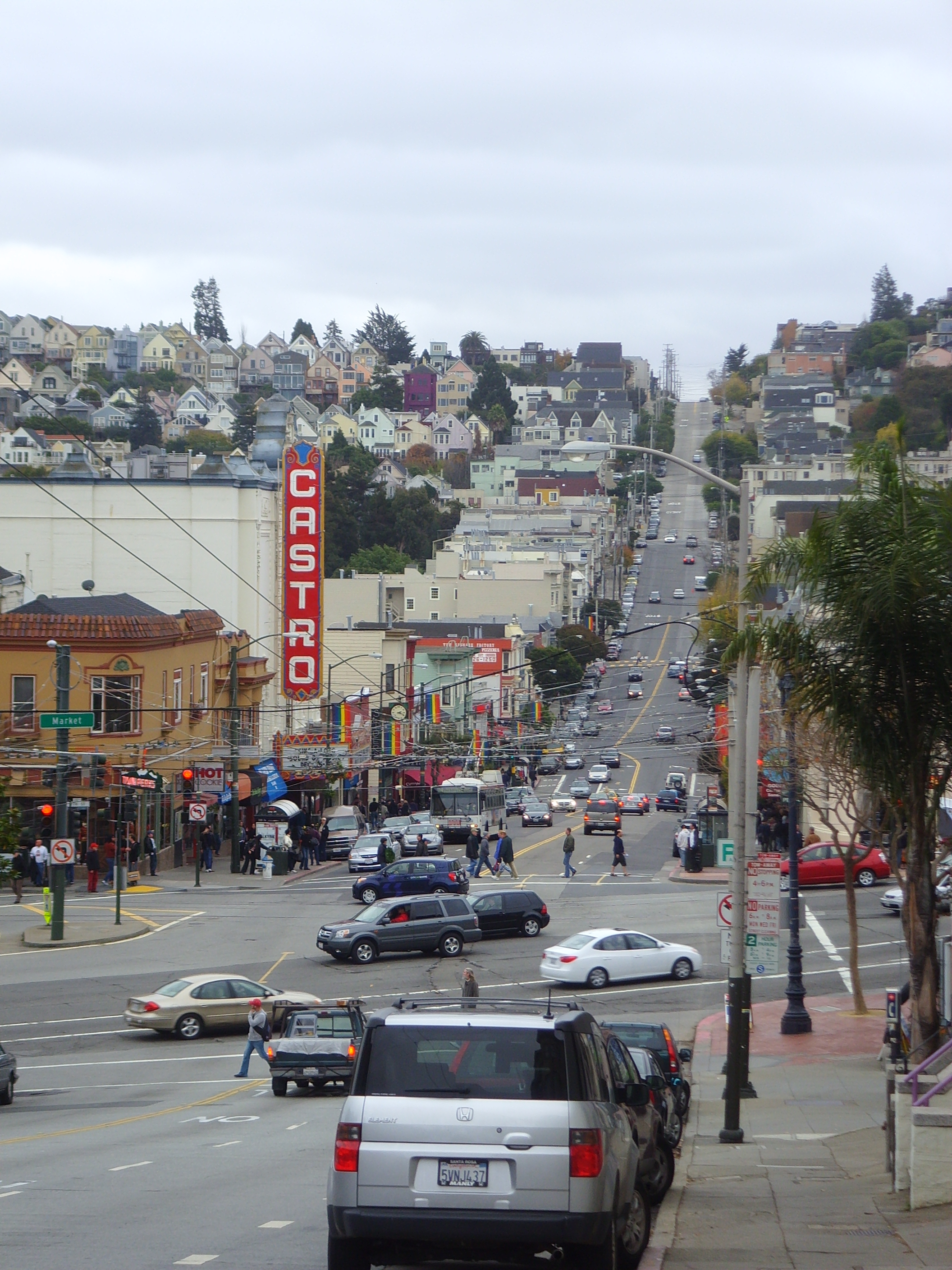
Le Castro, centre culturel LGBT à San Francisco.

- Tom Ammiano (en), militant et homme politique
- Harry Britt (en) (activiste et superviseur de la ville)
- David Campos (en) (membre gay du Conseil des superviseurs de San Francisco)
- Margaret Cho, (comédienne originaire de San Franciscain)
- Lea DeLaria, comédienne, actrice et musicienne dont la carrière a débuté à San Francisco
- Cleve Jones (activiste gay)
- Lenn Keller (photographe, fondateur de Bay Area Lesbian Archive)
- Bill Kraus (en) (militant des droits des homosexuels et contre le sida)
- Alec Mapa (acteur)
- Del Martin et Phyllis Lyon (activistes lesbiennes)
- Harvey Milk (ancien membre gay du Conseil des superviseurs de San Francisco)
- Armistead Maupin, auteur des Chroniques de San Francisco
- José Sarria (en) (artiste et activiste)
- Randy Shilts, (écrivain et reporter pour le San Francisco Chronicle et The Advocate)
- Sylvester, chanteur qui a commencé sa carrière à San Francisco
- Michelle Tea, (auteur du roman lesbien de San Francisco, Valence)
- Carol Queen (auteure bisexuelle, rédactrice en chef, sociologue et sexologue)